# Friedrich Hecht (Bildhauer)
Friedrich August Richard Hecht  (* 27. Juni 1865 in Dresden; † 16. November 1915 ebenda) war ein deutscher Bildhauer und Maler.

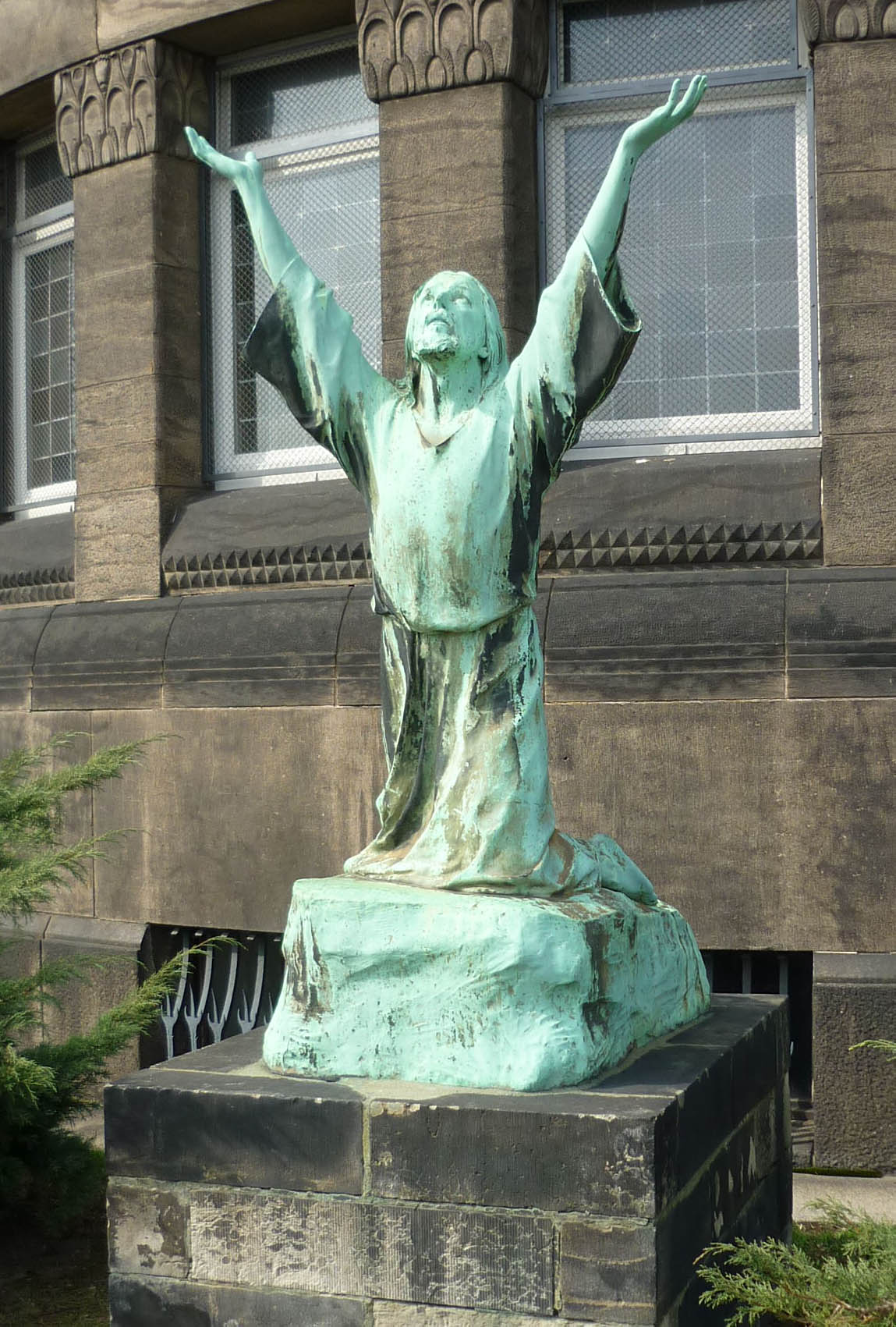
Christus in Gethsemane an der Christuskirche in Dresden-Strehlen

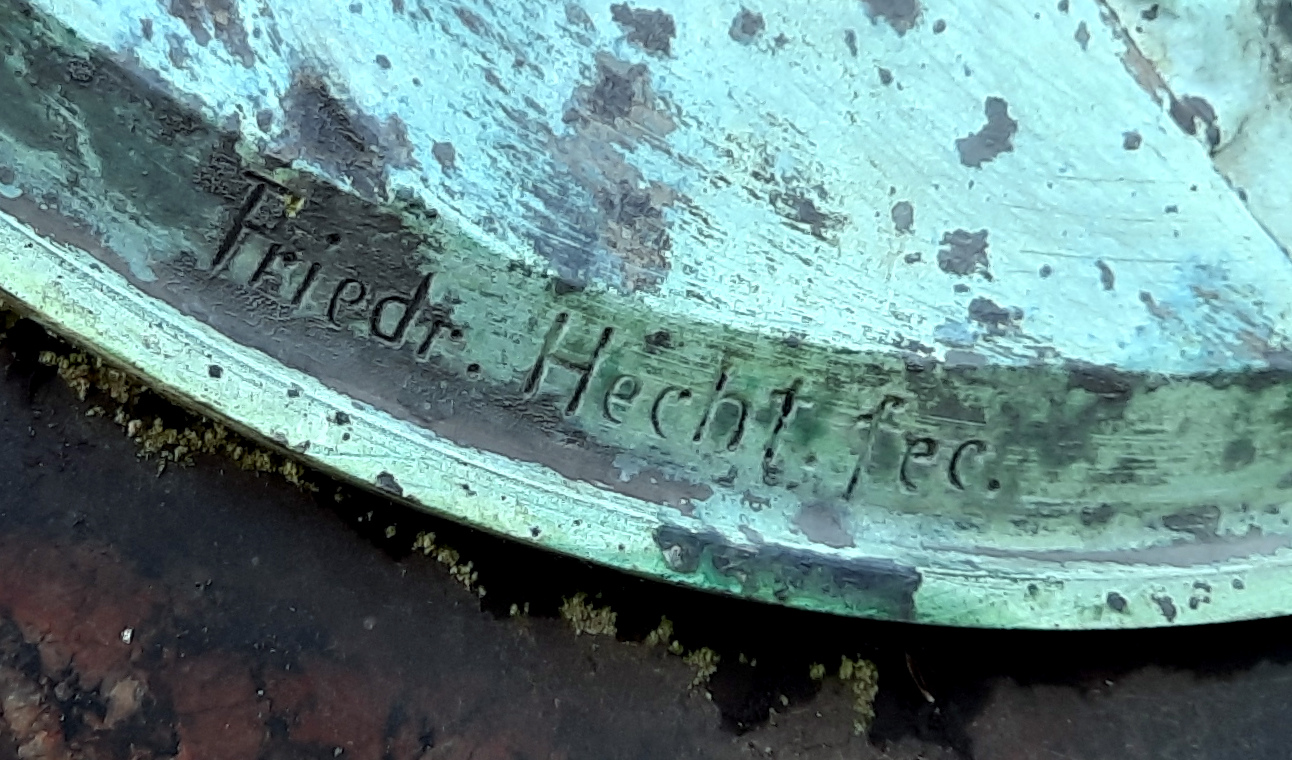
Signatur Friedrich Hechts auf der Grabporträtplatte des Pianisten Eugen Krantz

## Leben
Friedrich Hecht war künstlerisch sehr begabt und arbeitete seit dem Jahr 1883 im Meisteratelier von Johannes Schilling. Er studierte in der Zeit von 1885 bis 1891 an der Sächsischen Kunstakademie Dresden und war Meisterschüler bei Johannes Schilling. Im Jahr 1887 erhielt er als Auszeichnung die große silberne Medaille und im Jahr 1888 die große goldene Medaille der Kunstakademie. Für seine künstlerischen Leistungen wurde er im Jahr 1891 mit einem zweijährigen akademischen Reisestipendium geehrt und bereiste Italien bis zum Jahr 1893. Vorwiegend lebte und arbeitete er in Rom. Nach seiner Rückkehr nach Dresden arbeitete er als Lehrer an der Kunstschule in Dresden und an der privaten Dresdener Kunstschule Kops. Danach war er freischaffender Bildhauer in Dresden und wohnte an der Holbeinstraße 117 und später dann an der Alemannenstraße 12. Von seinen kirchlichen Arbeiten zeugen noch heute einige Dresdner und sächsischen Kirchenbauten. Ebenso schuf er künstlerische Grabmale, welche heute noch erhalten sind. Seinen nazarenischen Christustypus findet man sehr häufig in seinen ausdrucksstarken Werken. Neben der Bildhauerei wandte er sich der künstlerischen Malerei zu und schuf bedeutende Ölgemälde. Zahlreiche Treppenhausbemalungen (Kriegsverlust) mit hohem künstlerischen Wert in diversen Villen und exklusiven Wohngebäuden, wie auf der Johann-Georg-Allee in Dresden, bereicherten sein vielseitiges künstlerisches Wirken. Am liebsten schuf er lebensgroße Skulpturen, jedoch gestaltete er auch Kleinplastiken, Bildnisbüsten und Plaketten. Von letzteren besitzt das Dresdner Stadtmuseum einige Exemplare. Des Weiteren war er Mitglied im Verein bildender Künstler Dresden. 
Nach einer Krankheit verstarb Hecht am 16. November 1915 in Dresden und wurde auf dem Johannisfriedhof beigesetzt. Das Grab schmückt der von ihm selbst gestaltete Grabstein in Form eines Pfeilergrabmales. Hecht nennt sich darauf als deutscher „Bildner“. Der Sächsische Kunstverein widmete ihm im Jahr 1915 aus dem Nachlass des Künstlers eine Gedenkausstellung.

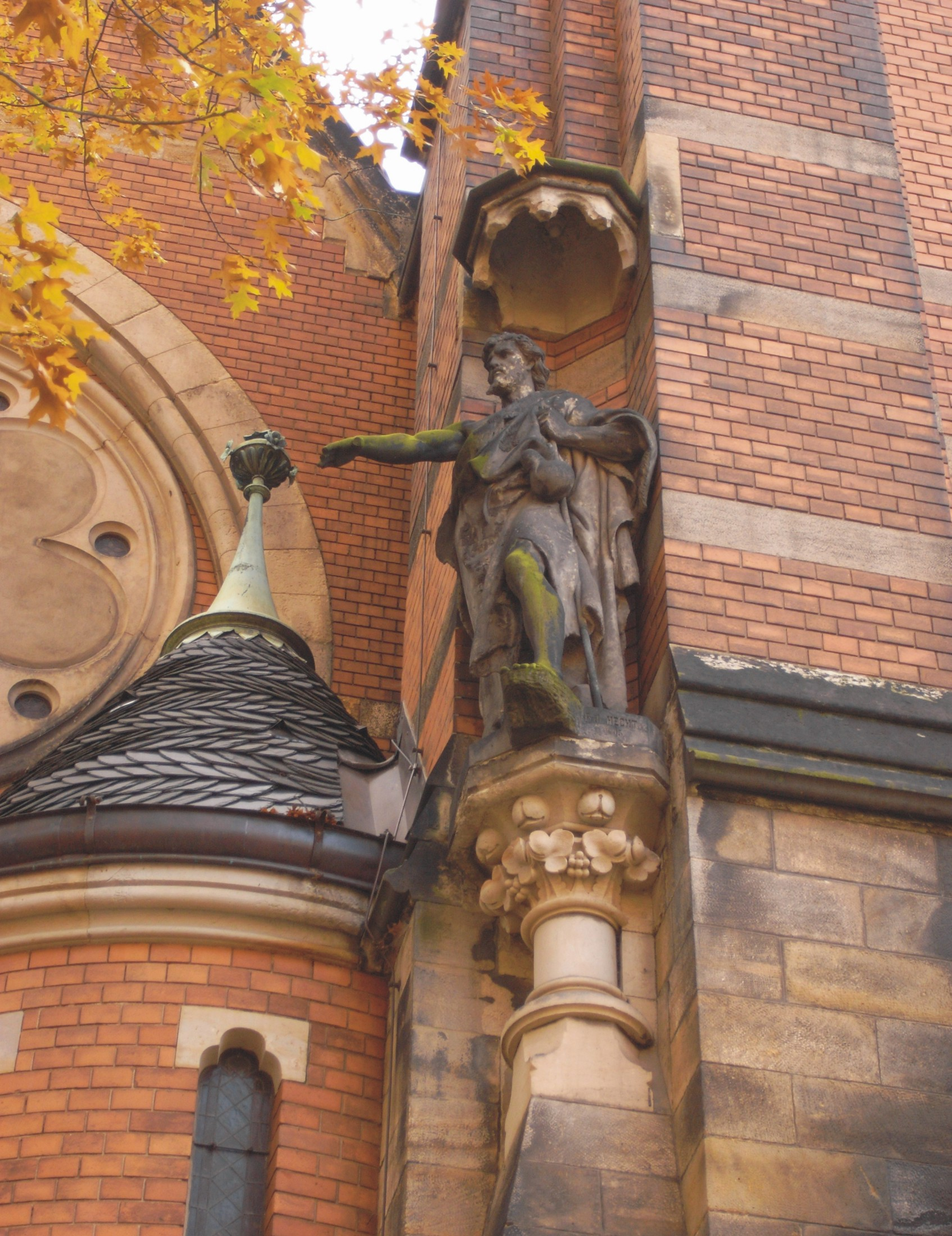
Heilig-Geist-Kirche in Dresden, Fassadendetail

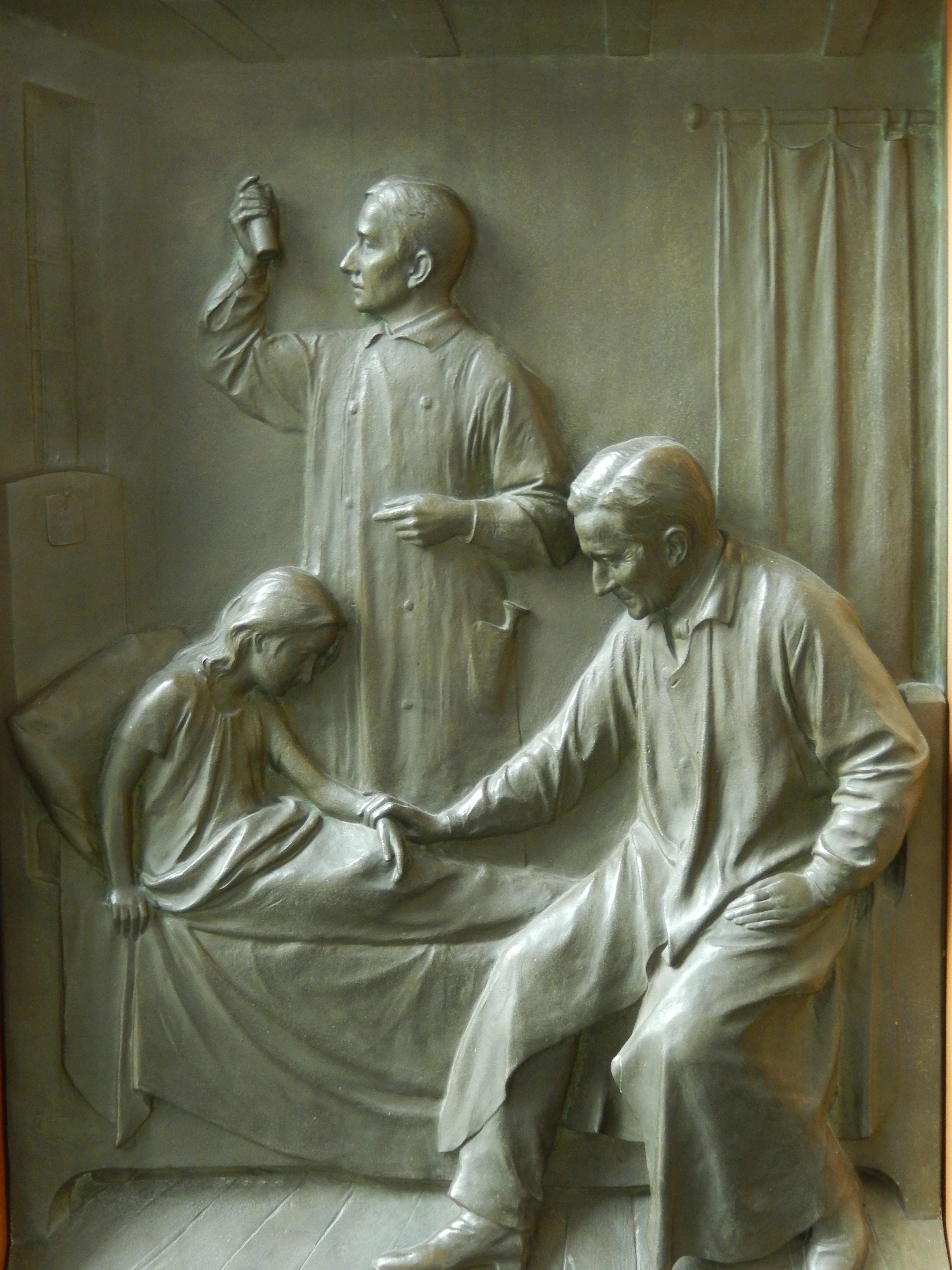
Dresden Universitätsklinikum: Bronzerelief Zwei Ärzte am Bett eines kranken Mädchen

## Werke (Auswahl)
- 1891 bis 1893: Figur Das blinde Blumenmädchen Nydis (Bulwer), und die Statuette Paris, David, Sehnsucht während seines Romaufenthalt.
- 1898: Grabporträtplatte des Pianisten Eugen Krantz auf dem Trinitatisfriedhof in Dresden
- 1899: Grabdenkmal in Sandstein, für Köhler, Eliasfriedhof Dresden.
- 1904: Bismarckmedaillon aus Bronze, Friedenspark Crimmitschau.
- 1904: Bronzestatue Christus in Gethsemane hinter der Christuskirche in Dresden-Strehlen
- Figuren Johannes und Elias sowie ein Christusmedaillon für die Heilig-Geist-Kirche in Dresden-Blasewitz
- Ölgemälde: Ostersonntag, Privatbesitz.
- Ölgemälde: Bayerisches Mädchen, Brustbild in Tracht, Öl auf Holz.
- 1906: Ölgemälde: Seenlandschaft mit Booten und Schiffen, vorn rechts anliegender Kahn, links in Ufernähe ein Ruderboot, am jenseitigen Ufer Steilküste.
- 1908: Grabdenkmal, für Galeriedirektor Karl Ludwig Theodor Graff, Dresden Weißen Hirsch
- Sandsteinfiguren, Zwei Engel für die Kirche in Ostritz
- 1910: Bronzerelief: Darstellend zwei bedeutende Dresdner Kinderärzte, Richard Klemens Förster und sein Sohn Friedrich Richard Förster. Dresden Universitätsklinikum.
- Figuren Jesus als Freund der Kinder und Kranken, Bekehrung des Paulus, Luthers Thesen-Anschlag für die Lutherkirche in Meißen
- Figur Christus am Kreuz, Friedhofskapelle in Werdau in Sachsen.
- Bronzebüste des Dresdner Wohltäters Johann Georg Ehrlich in der Seidnitzer Nazarethkirche.
- Figuren Andacht und Idealgestalt für die Pauluskirche Plauen
- 1910: Grabdenkmal in Bronze, für Näumann, Alten Annenfriedhof Dresden
- 1910: Grabdenkmal in Bronze, für Friedrich Richard Förster, bedeutender Kinderarzt in Dresden, Alten Annenfriedhof Dresden
- Drei Reliefköpfe: Melanchthon, Johann Georg Ehrlich und Valentin Ernst Löscher am Hauptportal der Ehrlichschen Gestiftskirche zu Dresden (Kriegsverlust).
- 1911: Reliefdenkmal Friedrich Meyer für die St.-Marien-Kirche Zwickau.